# Tout ce que tu possèdes
Pour plus de détails, voir Fiche technique et Distribution.
Tout ce que tu possèdes est un film québécois réalisé par Bernard Émond, qui est sorti en 2012.

## Synopsis
Pierre est un chargé de cours en littérature à l'université qui traduit en français les écrits d'Edward Stachura, un poète polonais qui s'est suicidé à 41 ans. Alors qu'il s'apprête à refuser l'héritage de son père mourant qu'il considère comme de l'argent mal acquis, le célibataire vivant seul, voit apparaître dans sa vie une adolescente de 13 ans, sa fille, dont il avait quitté la mère au moment qu'elle était enceinte.

## Fiche technique
- Titre original : Tout ce que tu possèdes
- Titre anglais ou international : All That You Possess
- Réalisation : Bernard Émond
- Scénario : Bernard Émond
- Musique : Robert Marcel Lepage
- Direction artistique : Gaudeline Sauriol
- Décors : Ginette Robitaille
- Costumes : Sophie Lefebvre
- Coiffure :André Duval
- Maquillage : Djina Caron
- Photographie : Sara Mishara
- Son : Marcel Chouinard, Martin Allard, Stéphane Bergeron
- Montage : Louise Côté
- Production : Bernadette Payeur
- Société de production : Association coopérative de productions audio-visuelles (ACPAV)
- Société de distribution : Les Films Séville
- Budget : 3,5 millions de dollars[1]
- Pays d'origine :  Canada
- Langue originale : français
- Format : couleur, 35mm, format d'image 1.85:1
- Genre : drame psychologique
- Durée : 91 minutes
- Dates de sortie :
  - Brésil : 28 septembre 2012  (Festival international du film de Rio de Janeiro)
  - Belgique : 3 octobre 2012  (Festival international du film francophone de Namur) (FIFF)
  - Canada : 2 novembre 2012  (sortie en salle au Québec)
  - France : 7 novembre 2012  (Semaine du Cinéma du Québec à Paris)
  - Canada : 26 février 2013  (DVD)
  - Suède : 25 janvier 2013  (Festival international du film de Göteborg (GIFF))
  - Australie : 18 août 2013  (Possible Worlds Film Festival)

## Distribution
- Patrick Drolet : Pierre Leduc
- Willia Ferland-Tanguay : Adèle Genest, la fille de Pierre
- Isabelle Vincent : Anne Thibault
- Jack Robitaille : Me Dutil
- Gilles Renaud : Christian Leduc, le père de Pierre
- Sara Simard : Nicole Genest
- Geneviève St-Louis : l'étudiante de la librairie
- Mateusz Grydlik : Krzyztof
- Catherine Breton : tante Françoise
- Hugues Frenette : homme (balcon)
- Vincent Champoux : médecin
- Charles Sirard Blouin : Pierre (13 ans)
- Lise Castonguay : mère de Pierre
- Alex Bisping : lecteur polonais (voix)
- Jean-Nicolas Painchaud: Ambulancier

## Prix
Prix Communications et société 2012 au Festival du cinéma international en Abitibi-Témiscamingue